# Qardaha
Qardaha (tiếng Ả Rập: قرداحة/ ALA-LC: Qardāḥah) (tiếng Pháp: Cardaha) là một ngôi làng ở phía tây bắc Syria, trên những ngọn núi nhìn xuống thị trấn ven biển Latakia. Các địa phương gần đó bao gồm Kilmakho ở phía tây, Bustan al-Basha ở phía tây nam, Harf al-Musaytirah ở phía đông nam và Muzayraa ở phía bắc. Theo Cục Thống kê Trung ương Syria, Qardaha có dân số 8,671 vào năm 2004. Nó có dân số chủ yếu là người Alawite và là ngôi nhà truyền thống của gia đình Assad, đã cai trị Syria từ năm 1970.
Tổng thống Hafez al-Assad, người trị vì từ năm 1970 đến năm 2000, sinh ra tại Qardaha. Dưới thời Assad, chính phủ đã rót các khoản đầu tư lớn vào Qardaha, Latakia và khu vực xung quanh. Qardaha có rất nhiều biệt thự sang trọng. Một bức tượng lớn của Hafez al-Assad được tìm thấy ở trung tâm thị trấn, và một lăng mộ khổng lồ chứa mộ của Basil al-Assad và Hafez al-Assad cũng được đặt ở đó. Hasan al-Khayer cũng được sinh ra ở Qardaha.

## Khí hậu và địa lý
Qardaha có khí hậu Địa Trung Hải mùa hè nóng bức (phân loại khí hậu Köppen: Csa). Qerdaha ở khu vực núi, nhưng nó không ở độ cao lớn, độ cao của nó nằm trong khoảng từ 350 đến 500 mét, và Qerdaha nằm trong một khu vực tự nhiên tuyệt đẹp, bởi vì nó có nhiều rừng xung quanh. Qerdaha có khí hậu địa trung hải, khí hậu đẹp và có nhiều mưa, nhiệt độ trung bình cao ở thị trấn vào tháng 7 là 29 °C, vào tháng 1 là 7 °C, với gần 828   mm lượng mưa một năm dài, và 3 ngày tuyết rơi vào tháng giêng. Khí hậu và thiên nhiên trong Qerdaha hỗ trợ cho vấn đề khó khăn, và đặc biệt là xung quanh nó có những đồn điền táo và cam với các trang trại thuốc lá.
| Dữ liệu khí hậu của {{{location}}} | Dữ liệu khí hậu của {{{location}}} | Dữ liệu khí hậu của {{{location}}} | Dữ liệu khí hậu của {{{location}}} | Dữ liệu khí hậu của {{{location}}} | Dữ liệu khí hậu của {{{location}}} | Dữ liệu khí hậu của {{{location}}} | Dữ liệu khí hậu của {{{location}}} | Dữ liệu khí hậu của {{{location}}} | Dữ liệu khí hậu của {{{location}}} | Dữ liệu khí hậu của {{{location}}} | Dữ liệu khí hậu của {{{location}}} | Dữ liệu khí hậu của {{{location}}} | Dữ liệu khí hậu của {{{location}}} |
| Tháng                              | 1                                  | 2                                  | 3                                  | 4                                  | 5                                  | 6                                  | 7                                  | 8                                  | 9                                  | 10                                 | 11                                 | 12                                 | Năm                                |
| ---------------------------------- | ---------------------------------- | ---------------------------------- | ---------------------------------- | ---------------------------------- | ---------------------------------- | ---------------------------------- | ---------------------------------- | ---------------------------------- | ---------------------------------- | ---------------------------------- | ---------------------------------- | ---------------------------------- | ---------------------------------- |
| [ cần dẫn nguồn ]                  |                                    |                                    |                                    |                                    |                                    |                                    |                                    |                                    |                                    |                                    |                                    |                                    |                                    |

## Lịch sử
Ý nghĩa Aramaic của Qardaha là ngôi làng đầu tiên. Tên của Qardaha là Phoenician và có nghĩa là "nơi sản xuất và mài giũa vũ khí". Một số ngôi làng và địa điểm nằm trong Dãy núi ven biển có tên ban đầu là Phoenician.
Người ta nói trong số những người Circassian của Syria rằng thị trấn Qardaha thực sự được thành lập bởi người Circassian trong thời kỳ của vua Mamluk Qansuh al-Ghawri. Bằng chứng cho điều này có thể được nhìn thấy bởi số lượng lớn người Circassian sống trong thị trấn và toàn bộ khu vực Núi Alawite. Thậm chí còn có một con phố tên Cherkess Street cũng như một gia đình lớn cùng tên. Qardaha trong ngôn ngữ Circassian có nghĩa là "Chào mừng".
Các cư dân của Qardaha xuất thân từ liên minh bộ lạc Kalbiyya và thị trấn đóng vai trò là trung tâm nguyên tắc của liên minh. Trong thời kỳ cuối Ottoman, giữa năm 1840 và 1880, căng thẳng giữa chính quyền và các bộ lạc Alawite của vùng núi ven biển tăng mạnh. Năm 1854, thống đốc Ottoman của Latakia Sanjak ("Quận Latakia") đã bị giết trong cuộc đối đầu vũ trang giữa chính quyền và các thành viên của bộ lạc có trụ sở tại Qardaha. Điều này đã thúc đẩy các máy bay chiến đấu Kalbiyya, người đã tiến hành nhiều cuộc tấn công chống lại các vị trí của Ottoman, mà chính quyền đã phản ứng gay gắt.
Sợ thu hút sự chú ý và khuất phục của chính quyền, và để tránh thuế và sự bắt buộc của quân đội, là một trong những lý do khiến nhiều người Alawite fellahin ("nông dân") sống ở vùng lân cận Qardaha, đã chọn không thành lập một tổ chức giải quyết. Cho đến ngày nay, Qardaha được bao quanh bởi các thôn quê nông thôn rải rác. Thị trấn trước đây có một dân số Kitô giáo đáng kể cho đến giữa thế kỷ 20, khi hầu hết các gia đình Kitô giáo rời khỏi các thành phố lớn ven biển.

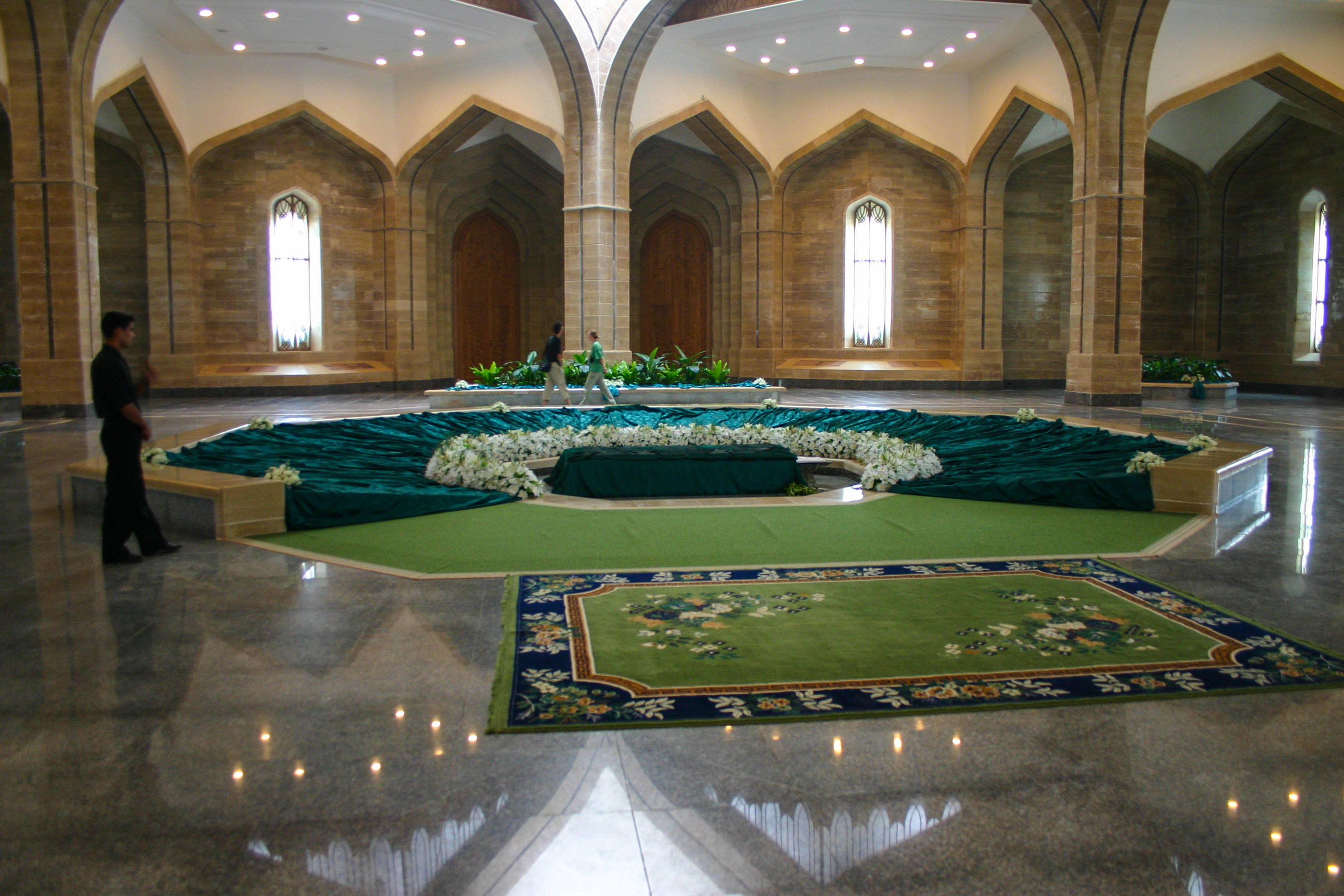
Bên trong lăng mộ của Hafez al Assad và Basil al-Assad, với ngôi mộ chính ở trung tâm

Năm 1970, Qardaha được trao tư cách thành phố, cùng với al-Shaykh Badr và Duraykish. Họ cùng nhau chiếm khoảng 6% tổng dân số đô thị của hai thống đốc ven biển, Latakia và Tartus. Ba thị trấn cũng được chỉ định chỗ ngồi của các quận mới thành lập (mantiqah) tập trung xung quanh chúng. Theo nhà nhân chủng học người Pháp Fabrice Balanche, chính phủ Ba'athist đã giành được quyền lực trong những năm 1960, đã thể hiện một mức độ thiên vị cho ba thị trấn, tất cả đều là Alawite và Qardaha. Cô đặc biệt chỉ ra thực tế rằng các phó huyện (nahiya) của al-Qadmus và Mashta al-Helu, chủ yếu là Ismaili và Christian, tương ứng, được dự kiến trở thành các quận khi mỗi dân số của họ vượt qua ngưỡng 60.000, mặc dù các quận của Qardaha, al-Shaykh Badr và Duraykish đều có ít hơn 40.000 cư dân.
Đầu tháng 10 năm 2012 trong cuộc nội chiến ở Syria, Mohammad Assad, anh em họ của Tổng thống Bashar Assad và lãnh đạo của Shabiha địa phương, đã bị thương sau một cuộc đấu súng ở thị trấn với thành viên của gia tộc Alawite Khayyir. Điều này đã gây ra bởi một cuộc thảo luận về việc giam giữ trước đó tại sân bay Damascus của Abdel-Aziz Khayyer, một người bản địa Qardaha và là thành viên của gia tộc sau này. Vào ngày 24 tháng 4 năm 2013, ngôi làng đã bị tấn công bằng một loạt tên lửa được phiến quân phóng đi. Đầu tháng 8 năm 2013 trong một cuộc tấn công bất ngờ, các chiến binh nổi dậy đã tiến về phía nam đến vùng ngoại ô của làng Aramo, 20 km. (12 dặm) từ Qardaha. Một trong những kẻ tấn công tuyên bố "Mục tiêu là tiếp cận Qardaha và làm tổn thương chúng giống như chúng đang làm tổn thương chúng ta".